# Punaauia

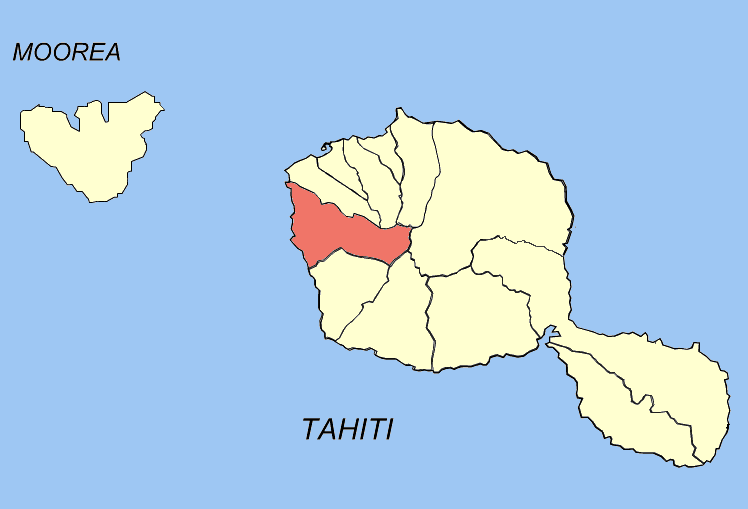
Lage der Gemeinde Punaauia auf Tahiti

Punaauia ist eine Gemeinde in Französisch-Polynesien. Sie zählt mehr als 28.000 Einwohner und befindet sich am westlichen Ufer der Insel Tahiti im Pazifischen Ozean. Punaauia ist in der administrativen Unterteilung der Windward Islands, selbst Teil der Gesellschaftsinseln.

## Wirtschaft und Kultur
Punaauia ist ein Fremdenverkehrsort mit einem Resort und einem dazugehörenden Hotelkomplex. Außerdem gibt es vor allem Ladengeschäfte und Fabriken. Die Industriezonen (zones industrielles/ZI) heißen „la ZI de Vaipopo“, „la ZI de Papereu“ und „la ZI de la vallée de la Punauru“.
Das Elektrizitätswerk „Électricité de Tahiti“ besorgt die Produktion und Verteilung elektrischer Energie.
Das 1974 in Punaauia gegründete Musée de Tahiti et des Îles ist ein Völkerkunde-, Naturkunde- und Geschichtsmuseum für Französisch-Polynesien.
In Punaauia hat die Universität Französisch-Polynesien ihren Sitz.

## Geschichte
Das Gebiet wurde vor rund 1000 Jahren von Asien aus von frühen Polynesiern aus besiedelt. Sie ließen sich auf den Marquesas-Inseln nieder und reisten auf Seekanus zu den Gesellschaftsinseln. Sie lebten von den Fischen und Früchten, die ihnen Tahiti bot. Die meisten frühen Polynesier hatten am Strand Häuser gebaut. Später hatten sie wegen Flut die Häuser weiter im Landesinneren gebaut.
Kapitän James Cook entdeckte Punaauia 1770 auf einer Expedition mit dem englischen Entdecker Samuel Wallis durch das Kartieren des Pazifiks erneut. Charles Darwin kam im 19. Jahrhundert aus dem westlichen Pazifik zu den Gesellschaftsinseln. Punaauia erlebte Ende der neunziger Jahre einen großen Bevölkerungsboom. Bei der Volkszählung 2022 hatte es eine Bevölkerung von 28.781 Einwohnern, was es zur zweitgrößten Gemeinde in Französisch-Polynesien macht.

## Klima
Punaauia hat ein tropisches Monsunklima. Die durchschnittliche Jahrestemperatur in Punaauia beträgt 26,6 °C (79,9 °F). Der durchschnittliche jährliche Niederschlag beträgt 1.677,0 mm (66,02 in), wobei der Dezember der feuchteste Monat ist. Die Temperaturen sind im März mit rund 27,7 °C (81,9 °F) am höchsten und im August mit rund 25,1 °C (77,2 °F) am niedrigsten. Die höchste jemals in Punaauia gemessene Temperatur betrug am 25. März 2016 35,5 °C (95,9 °F); Die kälteste jemals gemessene Temperatur betrug am 16. August 1997 17,0 °C (62,6 °F).

## Partnerstadt
Partnerstadt von Punaauia ist Dumbéa in Neukaledonien.